# Rio Cabixi (vattendrag i Brasilien)
Rio Cabixi är ett vattendrag i Brasilien.   Det ligger i delstaten Rondônia, i den centrala delen av landet, 1 700 km väster om huvudstaden Brasília.
I omgivningarna runt Rio Cabixi växer i huvudsak städsegrön lövskog. Trakten runt Rio Cabixi är nära nog obefolkad, med mindre än två invånare per kvadratkilometer.